# Municipio de Gudrid
El municipio de Gudrid (en inglés: Gudrid Township) es un municipio ubicado en el condado de Lake of the Woods en el estado estadounidense de Minnesota. En el año 2010 tenía una población de 219 habitantes y una densidad poblacional de 2,91 personas por km².

## Geografía
El municipio de Gudrid se encuentra ubicado en las coordenadas 48°39′37″N 94°29′55″O / 48.66028, -94.49861. Según la Oficina del Censo de los Estados Unidos, el municipio tiene una superficie total de 75.34 km², de la cual 73,54 km² corresponden a tierra firme y (2,38 %) 1,79 km² es agua.

## Demografía
Según el censo de 2010, había 219 personas residiendo en el municipio de Gudrid. La densidad de población era de 2,91 hab./km². De los 219 habitantes, el municipio de Gudrid estaba compuesto por el 98,63 % blancos, el 0,91 % eran de otras razas y el 0,46 % eran de una mezcla de razas. Del total de la población el 0,91 % eran hispanos o latinos de cualquier raza.